# Parc d'État de Sterling Forest
Le parc d'État de Sterling Forest (anglais : Sterling Forest State Park) est une aire protégée située dans le comté d'Orange, dans l'État de New York, aux États-Unis. Créé en 1998, ce parc d'État protège 88,8 km2 dans les monts Ramapo.